# Transcendent
Transcendent è una serie reality statunitense che ha debuttato il 30 settembre 2015 su Fuse. L'opera si concentra sui rapporti personali e professionali di un gruppo di donne transgender che si esibiscono all'AsiaF, una discoteca di San Francisco.

## Episodi
| Stagione         | Episodi | Primo episodio    | Ultimo episodio | In italia |
| ---------------- | ------- | ----------------- | --------------- | --------- |
| Prima stagione   | 6       | 30 settembre 2015 | 4 novembre 2015 | Inedita   |
| Seconda stagione | 7       | 8 giugno 2016     | 20 luglio 2016  | Inedita   |

## Cast
- Bionka[2][3]
- Nya[4]
- L.A.[5]
- Xristina[6]
- Bambiana[7]

## Messa in onda
Nel 2015 Fuse ha annunciato un piano per espandere la propria programmazione musicale. Transcendent è stato annunciato per la prima volta come uno dei numerosi nuovi spettacoli dell'autunno 2015. Lo spettacolo è prodotto da World of Wonder per Fuse.

## Accoglienza
La serie è stata trasmessa dal 30 settembre 2015. Fuse, che ha come obiettivo i Millennial di età compresa tra i 18 e i 34 anni, ha creato la serie per essere "la prima serie originale della sua storia per quel gruppo".
Quando il trailer è stato pubblicato, un recensore ha detto: "Sembra essere un dramma commovente in cui si parla delle vite e delle lotte delle donne trans e dei reality show trash nello stile delle Real Housewives". Un altro critico ha detto: "Lo spettacolo è divertente, personale e mette in risalto le gioie e le difficoltà dell'essere transgender".

## Riconoscimenti

### Candidature
- GLAAD Media Awards 2016 per il miglior reality show